# Lavinia Ekaterina
Lavinia Ekaterina Rangel Marrufo (Chihuahua, México, 7 de septiembre de 1988) es una cantautora, pianista y compositora chihuahuense que dedica su música a la erradicación de la violencia contra la mujer, impulsando la equidad de género y el papel que juega la mujer en la sociedad.
Su obra “Canción feliz”, del álbum "Un corazón", fue semifinalista del Premio Nacional de la canción Armando Manzanero 2015 (elegida entre más de 3000 canciones).
En 2018 obtuvo la Medalla al Mérito Rotario, por su labor en la creación musical y proyectos para la prevención de la violencia de género. Es Premio Estatal de la Juventud 2015.

## Trayectoria
Desde los diez años comenzó sus estudios en iniciación musical en el Instituto de Bellas Artes de la Universidad Autónoma de Chihuahua y posteriormente en el Conservatorio de Música de Chihuahua; cursó talleres de perfeccionamiento artístico en la Sociedad de Autores y Compositores de Música; fue Directora del Festival Musical de Compañía de Conciertos Musicales y Concerto Mujeres en 2010; Directora del Foro de Cultura y Expresión del Instituto Tecnológico de Chihuahua en 2008 y Presidenta Fundadora del Cine Club Artec del año 2007 al 2010.
Se desempeña como conferencista e instructora derecho-humanista, imparte talleres musicales comunitarios gratuitos y ha creado las “Conferencias Musicalizadas”, en las que lleva un mensaje de prevención de violencia a distintas instituciones educativas, gubernamentales, privadas, asociaciones civiles y centros de apoyo a la mujer. 
En 2015, expuso en la plataforma TEDx Talks, la conferencia "Música por la equidad de género"; y en 2022 presentó el concierto “Inteligencia emocional a través de la música” en el Teatro de Cámara Fernando Saavedra de la ciudad de Chihuahua.
Ha sido telonera de varios conciertos de diferentes artistas de talla internacional como: Julieta Venegas, Natalia Lafourcade, Carla Morrison y Ximena Sariñana.
La obra musical de la autora pretende dar un mensaje de esperanza, justicia, equidad y libertad a toda persona que escuche su trabajo artístico.

## Discografía
- 2013 - El vals roto (dedicado a las muertas de Juárez)
- 2014 - Nostalgia
- 2016 - Un corazón[9]

## Premios
- Medalla al Mérito Rotario 2018[2]
- Premio Juventud 2015 de Expresiones Artísticas que otorga el Instituto Chihuahuense de la Juventud.[4][3]
- Semifinalista del Premio Nacional de la Canción Armando Manzanero, con la canción “Feliz”.
- Premio a la Juventud y a las Artes 2010.
- Primer lugar composición poética, Semana Cultural Interbachilleres 2006.
- Premio Municipal Agustín Melgar 2006.
- Primer lugar Composición y declamación por el Ayuntamiento del Estado y Asociación Femenil Patria y Familia 2002.